# Našuškovica
Našuškovica (izvirno srbsko Нашушковица) je naselje v Srbiji, ki upravno spada pod Občino Babušnica; slednja pa je del Pirotskega upravnega okraja.

## Demografija
V naselju živi 277 polnoletnih prebivalcev, pri čemer je njihova povprečna starost 57,9 let (56,3 pri moških in 59,3 pri ženskah). Naselje ima 126 gospodinjstev, pri čemer je povprečno število članov na gospodinjstvo 2,34.
To naselje je v glavnem bolgarsko (glede na rezultate popisa iz leta 2002), a v času zadnjih treh popisov je opazno zmanjšanje števila prebivalcev.
|  |

| Demografija | Demografija     | Demografija     |
| Leto        | Št. prebivalcev | Št. prebivalcev |
| ----------- | --------------- | --------------- |
|             |                 |                 |
|             |                 |                 |
|             |                 |                 |
|             |                 |                 |
| 1948        | 656             |                 |
| 1953        | 649             |                 |
| 1961        | 642             |                 |
| 1971        | 623             |                 |
| 1981        | 586             |                 |
| 1991        | 428             | 426             |
| 2002        | 295             | 295             |
|             |                 |                 |

| Etnična sestava po popisu iz leta 2002 | Etnična sestava po popisu iz leta 2002 | Etnična sestava po popisu iz leta 2002 | Etnična sestava po popisu iz leta 2002 | Etnična sestava po popisu iz leta 2002 |
| -------------------------------------- | -------------------------------------- | -------------------------------------- | -------------------------------------- | -------------------------------------- |
| Bolgari                                | Bolgari                                |                                        | 251                                    | 85,08%                                 |
| Srbi                                   | Srbi                                   |                                        | 22                                     | 7,45%                                  |
| Jugoslovani                            | Jugoslovani                            |                                        | 2                                      | 0,67%                                  |
| Neznano                                | Neznano                                |                                        | 11                                     | 3,72%                                  |